# Legion Field
Das Legion Field ist ein College-Football-Stadion in der US-amerikanischen Stadt Birmingham im Bundesstaat Alabama. Das 1927 eröffnete Stadion ist nach der Amerikanischen Legion benannt, einer Veteranenorganisation der Streitkräfte der Vereinigten Staaten. Seit dem Rückbau des Oberrangs im Jahr 2004 bietet das Legion Field Platz für 71.594 Zuschauer. Zuvor hatte es 83.091 Sitzplätze und trug den Titel „Football Capital of the South“ („Football-Hauptstadt des Südens“). Es wird auch „The Old Gray Lady“ oder „The Gray Lady on Graymont“ genannt. Bis 2020 trug das College-Football-Team der UAB Blazers (University of Alabama at Birmingham) hier ihre Heimspiele aus.

## Geschichte
Im Jahr 1926 begann der Bau eines Stadions mit 21.000 Plätzen. Dieses kostete 439.000 US-Dollar, wurde im darauffolgenden Jahr fertiggestellt und erhielt den Namen Legion Field. Das erste College-Football-Spiel vor 16.800 Zuschauern fand am 19. November 1927 zwischen dem Howard College und dem Birmingham Southern College (Endstand: 9:0) statt.
Im Laufe der Jahre erfolgten mehrere Erweiterungen des Stadions: 1934 auf 25.000 Plätze, 1948 auf 45.000 Plätze. 1961 erfolgte der Bau eines zweiten Rangs mit ca. 9.000 Plätzen auf der Ostseite des Stadions, was die Kapazität auf 54.600 Plätze erhöhte. Mit einer zusätzlichen Erweiterung im Jahr 1965 stieg die Anzahl der Plätze auf 68.821.
1970 wurde die Rasenfläche durch Kunstrasen (Poly-Turf) ersetzt, 1975 durch AstroTurf. Bis 1977 erhöhte sich die Kapazität auf 75.808 Plätze. Im Jahr 1991 erreichte das Stadion seine größte Kapazität mit 83.091 Plätzen. 1995 wurde der Kunstrasen wieder durch Naturrasen ersetzt, damit Spiele des Fußballturniers der Olympischen Sommerspiele 1996, die in Atlanta ausgetragen wurden, im Stadion stattfinden konnten. 2006 wurde der Rasen wiederum durch Kunstrasen (FieldTurf) ersetzt.
Eine Begutachtung im Jahr 2004 ergab, dass eines grundlegende Sanierung des Oberrangs nötig wäre, um die Anforderungen der aktuellen Bauordnung erfüllen zu können. Da die Kapazität des Stadions mittlerweile zu hoch für die damaligen Nutzer war, entschied die Stadt Birmingham stattdessen, den Oberrang abzureißen, was 2005 erfolgte. 
Die letzte Renovierung fand 2015 statt, bei der u. a. eine neue Anzeigetafel und eine verbesserte Beschallungsanlage installiert wurde.
Nach der Eröffnung des Protective Stadium im Dezember 2021 ist die Zukunft des Legion Field unklar, ob es weiter genutzt wird oder der Abriss folgt. Jährlich kostet die Stadt Birmingham die Instandhaltung eine Mio. US-Dollar.
Im Juli 2022 sollen die Partien im Flag Football bei den World Games 2022 im Legion Field ausgetragen werden.